# Brooke Francis
Brooke Francis (née Donoghue; Waikato, 6 de janeiro de 1995) é uma remadora neozelandesa, medalhista olímpica.

## Carreira
Conquistou a medalha de prata nos Jogos Olímpicos de Verão de 2020 em Tóquio na prova de skiff duplo feminino, ao lado de Hannah Osborne, com o tempo de 6:44.82. Junto com Lucy Spoors, obteve o ouro no skiff duplo em Paris 2024.